# Tour de Luxembourg 2022
Le Tour de Luxembourg 2022 est la 82e édition de cette course cycliste masculine sur route. Il a lieu du 13 au 17 septembre 2022 au Luxembourg. Il se déroule en cinq étapes entre Luxembourg-ville et Luxembourg sur un parcours de 720,1 km et fait partie du calendrier UCI ProSeries 2022 en catégorie 2.Pro.

## Équipes
Dix-neuf équipes participent à ce Tour de Luxembourg: six équipes World teams, neuf professionnelles continentales et quatre continentales.
| WorldTeams (6)- Quick-Step Alpha Vinyl - AG2R Citroën Team - Cofidis - Groupama-FDJ - Trek-Segafredo - UAE Team Emirates ProTeams (9)- Alpecin-Deceuninck - B&B Hotels-KTM - Bingoal Pauwels Sauces WB - Burgos-BH - Caja Rural-Seguros RGA - Euskaltel-Euskadi - Sport Vlaanderen-Baloise - Arkéa-Samsic - Uno-X Pro Cycling Team Équipes continentales (4)- Bolton Equities Black Spoke Pro Cycling - Leopard Pro Cycling - Riwal - Geofco Doltcini Matériel-vélo.com |
| |

## Étapes
| Étape     | Date     | Villes étapes             | type                        | Distance (km) | Dénivelé (m) | Vainqueur d'étape | Leader du classement général |
| --------- | -------- | ------------------------- | --------------------------- | ------------- | ------------ | ----------------- | ---------------------------- |
| 1re étape | 13 sept. | Luxembourg – Luxembourg   | étape vallonnée             | 163,8         | 2 554 m      | Valentin Madouas  | Valentin Madouas             |
| 2e étape  | 14 sept. | Junglinster – Junglinster | étape vallonnée             | 163,4         | 2 060 m      | Matteo Trentin    | Valentin Madouas             |
| 3e étape  | 15 sept. | Rosport – Diekirch        | étape vallonnée             | 188,4         | 2 940 m      | Aaron Gate        | Valentin Madouas             |
| 4e étape  | 16 sept. | Remich – Remich           | contre-la-montre individuel | 26,1          | 303 m        | Mattias Skjelmose | Mattias Skjelmose            |
| 5e étape  | 17 sept. | Mersch – Luxembourg       | étape vallonnée             | 178,4         | 3 186 m      | Valentin Madouas  | Mattias Skjelmose            |

## Déroulement de la course

### 1reétape
| \| Classement de l'étape \| Classement de l'étape \| Classement de l'étape \| Classement de l'étape \| Classement de l'étape \| \| Coureur \| Coureur \| Pays \| Équipe \| Temps \| \| --------------------- \| --------------------- \| --------------------- \| ------------------------ \| --------------------- \| \| 1er \| Valentin Madouas \| France \| Groupama-FDJ \| 4 h 00 min 25 s \| \| 2e \| Sjoerd Bax \| Pays-Bas \| Alpecin-Deceuninck \| + 3 s \| \| 3e \| Clément Berthet \| France \| AG2R Citroën Team \| + 7 s \| \| 4e \| Matteo Trentin \| Italie \| UAE Team Emirates \| + 8 s \| \| 5e \| Florian Sénéchal \| France \| Quick-Step Alpha Vinyl \| + 8 s \| \| 6e \| Benjamin Thomas \| France \| Cofidis \| + 8 s \| \| 7e \| Maxime Bouet \| France \| Arkéa-Samsic \| + 8 s \| \| 8e \| Victor Koretzky \| France \| B&B Hotels-KTM \| + 8 s \| \| 9e \| Franck Bonnamour \| France \| B&B Hotels-KTM \| + 8 s \| \| 10e \| Rune Herregodts \| Belgique \| Sport Vlaanderen-Baloise \| + 8 s \| |                  |          |                          |                 |
| |                  |          |                          |                 |
| Source : ProCyclingStats |                  |          |                          |                 |
| Classement de l'étape |                  |          |                          |                 |
| Coureur | Coureur          | Pays     | Équipe                   | Temps           |
| 1er | Valentin Madouas | France   | Groupama-FDJ             | 4 h 00 min 25 s |
| 2e | Sjoerd Bax       | Pays-Bas | Alpecin-Deceuninck       | + 3 s           |
| 3e | Clément Berthet  | France   | AG2R Citroën Team        | + 7 s           |
| 4e | Matteo Trentin   | Italie   | UAE Team Emirates        | + 8 s           |
| 5e | Florian Sénéchal | France   | Quick-Step Alpha Vinyl   | + 8 s           |
| 6e | Benjamin Thomas  | France   | Cofidis                  | + 8 s           |
| 7e | Maxime Bouet     | France   | Arkéa-Samsic             | + 8 s           |
| 8e | Victor Koretzky  | France   | B&B Hotels-KTM           | + 8 s           |
| 9e | Franck Bonnamour | France   | B&B Hotels-KTM           | + 8 s           |
| 10e | Rune Herregodts  | Belgique | Sport Vlaanderen-Baloise | + 8 s           |

| \| Classement général \| Classement général \| Classement général \| Classement général \| Classement général \| \| Coureur \| Coureur \| Pays \| Équipe \| Temps \| \| ------------------ \| ------------------ \| ------------------ \| ------------------------ \| ------------------ \| \| 1er \| Valentin Madouas \| France \| Groupama-FDJ \| 40 h 08 min 35 s \| \| 2e \| Sjoerd Bax \| Pays-Bas \| Alpecin-Deceuninck \| + 7 s \| \| 3e \| Clément Berthet \| France \| AG2R Citroën Team \| + 13 s \| \| 4e \| Matteo Trentin \| Italie \| UAE Team Emirates \| + 18 s \| \| 5e \| Florian Sénéchal \| France \| Quick-Step Alpha Vinyl \| + 18 s \| \| 6e \| Benjamin Thomas \| France \| Cofidis \| + 18 s \| \| 7e \| Maxime Bouet \| France \| Arkéa-Samsic \| + 18 s \| \| 8e \| Victor Koretzky \| France \| B&B Hotels-KTM \| + 18 s \| \| 9e \| Franck Bonnamour \| France \| B&B Hotels-KTM \| + 18 s \| \| 10e \| Rune Herregodts \| Belgique \| Sport Vlaanderen-Baloise \| + 18 s \| |                  |          |                          |                  |
| |                  |          |                          |                  |
| Source : ProCyclingStats |                  |          |                          |                  |
| Classement général |                  |          |                          |                  |
| Coureur | Coureur          | Pays     | Équipe                   | Temps            |
| 1er | Valentin Madouas | France   | Groupama-FDJ             | 40 h 08 min 35 s |
| 2e | Sjoerd Bax       | Pays-Bas | Alpecin-Deceuninck       | + 7 s            |
| 3e | Clément Berthet  | France   | AG2R Citroën Team        | + 13 s           |
| 4e | Matteo Trentin   | Italie   | UAE Team Emirates        | + 18 s           |
| 5e | Florian Sénéchal | France   | Quick-Step Alpha Vinyl   | + 18 s           |
| 6e | Benjamin Thomas  | France   | Cofidis                  | + 18 s           |
| 7e | Maxime Bouet     | France   | Arkéa-Samsic             | + 18 s           |
| 8e | Victor Koretzky  | France   | B&B Hotels-KTM           | + 18 s           |
| 9e | Franck Bonnamour | France   | B&B Hotels-KTM           | + 18 s           |
| 10e | Rune Herregodts  | Belgique | Sport Vlaanderen-Baloise | + 18 s           |

### 2eétape
| \| Classement de l'étape \| Classement de l'étape \| Classement de l'étape \| Classement de l'étape \| Classement de l'étape \| \| Coureur \| Coureur \| Pays \| Équipe \| Temps \| \| --------------------- \| --------------------- \| --------------------- \| ---------------------- \| --------------------- \| \| 1er \| Matteo Trentin \| Italie \| UAE Team Emirates \| 3 h 51 min 51 s \| \| 2e \| Florian Sénéchal \| France \| Quick-Step Alpha Vinyl \| + 0 s \| \| 3e \| Davide Ballerini \| Italie \| Quick-Step Alpha Vinyl \| + 0 s \| \| 4e \| Axel Laurance \| France \| B&B Hotels-KTM \| + 0 s \| \| 5e \| Mattias Skjelmose \| Danemark \| Trek-Segafredo \| + 0 s \| \| 6e \| Jon Barrenetxea \| Espagne \| Caja Rural-Seguros RGA \| + 0 s \| \| 7e \| Tobias Bayer \| Autriche \| Alpecin-Deceuninck \| + 0 s \| \| 8e \| Benjamin Thomas \| France \| Cofidis \| + 0 s \| \| 9e \| Victor Koretzky \| France \| B&B Hotels-KTM \| + 0 s \| \| 10e \| Rui Oliveira \| Portugal \| UAE Team Emirates \| + 0 s \| |                   |          |                        |                 |
| |                   |          |                        |                 |
| Source : ProCyclingStats |                   |          |                        |                 |
| Classement de l'étape |                   |          |                        |                 |
| Coureur | Coureur           | Pays     | Équipe                 | Temps           |
| 1er | Matteo Trentin    | Italie   | UAE Team Emirates      | 3 h 51 min 51 s |
| 2e | Florian Sénéchal  | France   | Quick-Step Alpha Vinyl | + 0 s           |
| 3e | Davide Ballerini  | Italie   | Quick-Step Alpha Vinyl | + 0 s           |
| 4e | Axel Laurance     | France   | B&B Hotels-KTM         | + 0 s           |
| 5e | Mattias Skjelmose | Danemark | Trek-Segafredo         | + 0 s           |
| 6e | Jon Barrenetxea   | Espagne  | Caja Rural-Seguros RGA | + 0 s           |
| 7e | Tobias Bayer      | Autriche | Alpecin-Deceuninck     | + 0 s           |
| 8e | Benjamin Thomas   | France   | Cofidis                | + 0 s           |
| 9e | Victor Koretzky   | France   | B&B Hotels-KTM         | + 0 s           |
| 10e | Rui Oliveira      | Portugal | UAE Team Emirates      | + 0 s           |

| \| Classement général \| Classement général \| Classement général \| Classement général \| Classement général \| \| Coureur \| Coureur \| Pays \| Équipe \| Temps \| \| ------------------ \| --------------------- \| ------------------ \| ---------------------- \| ------------------ \| \| 1er \| Valentin Madouas \| France \| Groupama-FDJ \| 7 h 52 min 06 s \| \| 2e \| Sjoerd Bax \| Pays-Bas \| Alpecin-Deceuninck \| + 7 s \| \| 3e \| Matteo Trentin \| Italie \| UAE Team Emirates \| + 8 s \| \| 4e \| Bastien Tronchon \| France \| AG2R Citroën Team \| + 9 s \| \| 5e \| Florian Sénéchal \| France \| Quick-Step Alpha Vinyl \| + 12 s \| \| 6e \| Clément Berthet \| France \| AG2R Citroën Team \| + 13 s \| \| 7e \| Benjamin Thomas \| France \| Cofidis \| + 18 s \| \| 8e \| Victor Koretzky \| France \| B&B Hotels-KTM \| + 18 s \| \| 9e \| Mattias Skjelmose \| Danemark \| Trek-Segafredo \| + 18 s \| \| 10e \| Jonas Gregaard Wilsly \| Danemark \| Uno-X Pro Cycling Team \| + 18 s \| |                       |          |                        |                 |
| |                       |          |                        |                 |
| Source : ProCyclingStats |                       |          |                        |                 |
| Classement général |                       |          |                        |                 |
| Coureur | Coureur               | Pays     | Équipe                 | Temps           |
| 1er | Valentin Madouas      | France   | Groupama-FDJ           | 7 h 52 min 06 s |
| 2e | Sjoerd Bax            | Pays-Bas | Alpecin-Deceuninck     | + 7 s           |
| 3e | Matteo Trentin        | Italie   | UAE Team Emirates      | + 8 s           |
| 4e | Bastien Tronchon      | France   | AG2R Citroën Team      | + 9 s           |
| 5e | Florian Sénéchal      | France   | Quick-Step Alpha Vinyl | + 12 s          |
| 6e | Clément Berthet       | France   | AG2R Citroën Team      | + 13 s          |
| 7e | Benjamin Thomas       | France   | Cofidis                | + 18 s          |
| 8e | Victor Koretzky       | France   | B&B Hotels-KTM         | + 18 s          |
| 9e | Mattias Skjelmose     | Danemark | Trek-Segafredo         | + 18 s          |
| 10e | Jonas Gregaard Wilsly | Danemark | Uno-X Pro Cycling Team | + 18 s          |

### 3eétape
| \| Classement de l'étape \| Classement de l'étape \| Classement de l'étape \| Classement de l'étape \| Classement de l'étape \| \| Coureur \| Coureur \| Pays \| Équipe \| Temps \| \| --------------------- \| --------------------- \| --------------------- \| --------------------------------------- \| --------------------- \| \| 1er \| Aaron Gate \| Nouvelle-Zélande \| Bolton Equities Black Spoke Pro Cycling \| 4 h 40 min 58 s \| \| 2e \| Benjamin Thomas \| France \| Cofidis \| + 0 s \| \| 3e \| Davide Ballerini \| Italie \| Quick-Step Alpha Vinyl \| + 0 s \| \| 4e \| Matteo Trentin \| Italie \| UAE Team Emirates \| + 0 s \| \| 5e \| Florian Sénéchal \| France \| Quick-Step Alpha Vinyl \| + 0 s \| \| 6e \| Axel Laurance \| France \| B&B Hotels-KTM \| + 0 s \| \| 7e \| Kristian Sbaragli \| Italie \| Alpecin-Deceuninck \| + 0 s \| \| 8e \| Dorian Godon \| France \| AG2R Citroën Team \| + 0 s \| \| 9e \| Valentin Madouas \| France \| Groupama-FDJ \| + 0 s \| \| 10e \| Rémy Mertz \| Belgique \| Bingoal Pauwels Sauces WB \| + 0 s \| |                   |                  |                                         |                 |
| |                   |                  |                                         |                 |
| Source : ProCyclingStats |                   |                  |                                         |                 |
| Classement de l'étape |                   |                  |                                         |                 |
| Coureur | Coureur           | Pays             | Équipe                                  | Temps           |
| 1er | Aaron Gate        | Nouvelle-Zélande | Bolton Equities Black Spoke Pro Cycling | 4 h 40 min 58 s |
| 2e | Benjamin Thomas   | France           | Cofidis                                 | + 0 s           |
| 3e | Davide Ballerini  | Italie           | Quick-Step Alpha Vinyl                  | + 0 s           |
| 4e | Matteo Trentin    | Italie           | UAE Team Emirates                       | + 0 s           |
| 5e | Florian Sénéchal  | France           | Quick-Step Alpha Vinyl                  | + 0 s           |
| 6e | Axel Laurance     | France           | B&B Hotels-KTM                          | + 0 s           |
| 7e | Kristian Sbaragli | Italie           | Alpecin-Deceuninck                      | + 0 s           |
| 8e | Dorian Godon      | France           | AG2R Citroën Team                       | + 0 s           |
| 9e | Valentin Madouas  | France           | Groupama-FDJ                            | + 0 s           |
| 10e | Rémy Mertz        | Belgique         | Bingoal Pauwels Sauces WB               | + 0 s           |

| \| Classement général \| Classement général \| Classement général \| Classement général \| Classement général \| \| Coureur \| Coureur \| Pays \| Équipe \| Temps \| \| ------------------ \| ------------------ \| ------------------ \| --------------------------------------- \| ------------------ \| \| 1er \| Valentin Madouas \| France \| Groupama-FDJ \| 12 h 33 min 04 s \| \| 2e \| Sjoerd Bax \| Pays-Bas \| Alpecin-Deceuninck \| + 7 s \| \| 3e \| Matteo Trentin \| Italie \| UAE Team Emirates \| + 8 s \| \| 4e \| Aaron Gate \| Nouvelle-Zélande \| Bolton Equities Black Spoke Pro Cycling \| + 8 s \| \| 5e \| Bastien Tronchon \| France \| AG2R Citroën Team \| + 9 s \| \| 6e \| Florian Sénéchal \| France \| Quick-Step Alpha Vinyl \| + 12 s \| \| 7e \| Benjamin Thomas \| France \| Cofidis \| + 12 s \| \| 8e \| Clément Berthet \| France \| AG2R Citroën Team \| + 13 s \| \| 9e \| Mattias Skjelmose \| Danemark \| Trek-Segafredo \| + 18 s \| \| 10e \| Rune Herregodts \| Belgique \| Sport Vlaanderen-Baloise \| + 18 s \| |                   |                  |                                         |                  |
| |                   |                  |                                         |                  |
| Source : ProCyclingStats |                   |                  |                                         |                  |
| Classement général |                   |                  |                                         |                  |
| Coureur | Coureur           | Pays             | Équipe                                  | Temps            |
| 1er | Valentin Madouas  | France           | Groupama-FDJ                            | 12 h 33 min 04 s |
| 2e | Sjoerd Bax        | Pays-Bas         | Alpecin-Deceuninck                      | + 7 s            |
| 3e | Matteo Trentin    | Italie           | UAE Team Emirates                       | + 8 s            |
| 4e | Aaron Gate        | Nouvelle-Zélande | Bolton Equities Black Spoke Pro Cycling | + 8 s            |
| 5e | Bastien Tronchon  | France           | AG2R Citroën Team                       | + 9 s            |
| 6e | Florian Sénéchal  | France           | Quick-Step Alpha Vinyl                  | + 12 s           |
| 7e | Benjamin Thomas   | France           | Cofidis                                 | + 12 s           |
| 8e | Clément Berthet   | France           | AG2R Citroën Team                       | + 13 s           |
| 9e | Mattias Skjelmose | Danemark         | Trek-Segafredo                          | + 18 s           |
| 10e | Rune Herregodts   | Belgique         | Sport Vlaanderen-Baloise                | + 18 s           |

### 4eétape
| \| Classement de l'étape \| Classement de l'étape \| Classement de l'étape \| Classement de l'étape \| Classement de l'étape \| \| Coureur \| Coureur \| Pays \| Équipe \| Temps \| \| --------------------- \| --------------------- \| --------------------- \| ------------------------ \| --------------------- \| \| 1er \| Mattias Skjelmose \| Danemark \| Trek-Segafredo \| 34 min 05 s \| \| 2e \| Kévin Vauquelin \| France \| Arkéa-Samsic \| + 3 s \| \| 3e \| Morten Hulgaard \| Danemark \| Uno-X Pro Cycling Team \| + 13 s \| \| 4e \| Thibault Guernalec \| France \| Arkéa-Samsic \| + 15 s \| \| 5e \| Sjoerd Bax \| Pays-Bas \| Alpecin-Deceuninck \| + 25 s \| \| 6e \| Kevin Geniets \| Luxembourg \| Groupama-FDJ \| + 25 s \| \| 7e \| Jason Osborne \| Allemagne \| Alpecin-Deceuninck \| + 26 s \| \| 8e \| Rune Herregodts \| Belgique \| Sport Vlaanderen-Baloise \| + 27 s \| \| 9e \| Jonas Gregaard Wilsly \| Danemark \| Uno-X Pro Cycling Team \| + 37 s \| \| 10e \| Valentin Madouas \| France \| Groupama-FDJ \| + 39 s \| |                       |            |                          |             |
| |                       |            |                          |             |
| Source : ProCyclingStats |                       |            |                          |             |
| Classement de l'étape |                       |            |                          |             |
| Coureur | Coureur               | Pays       | Équipe                   | Temps       |
| 1er | Mattias Skjelmose     | Danemark   | Trek-Segafredo           | 34 min 05 s |
| 2e | Kévin Vauquelin       | France     | Arkéa-Samsic             | + 3 s       |
| 3e | Morten Hulgaard       | Danemark   | Uno-X Pro Cycling Team   | + 13 s      |
| 4e | Thibault Guernalec    | France     | Arkéa-Samsic             | + 15 s      |
| 5e | Sjoerd Bax            | Pays-Bas   | Alpecin-Deceuninck       | + 25 s      |
| 6e | Kevin Geniets         | Luxembourg | Groupama-FDJ             | + 25 s      |
| 7e | Jason Osborne         | Allemagne  | Alpecin-Deceuninck       | + 26 s      |
| 8e | Rune Herregodts       | Belgique   | Sport Vlaanderen-Baloise | + 27 s      |
| 9e | Jonas Gregaard Wilsly | Danemark   | Uno-X Pro Cycling Team   | + 37 s      |
| 10e | Valentin Madouas      | France     | Groupama-FDJ             | + 39 s      |

| \| Classement général \| Classement général \| Classement général \| Classement général \| Classement général \| \| Coureur \| Coureur \| Pays \| Équipe \| Temps \| \| ------------------ \| --------------------- \| ------------------ \| ------------------------ \| ------------------ \| \| 1er \| Mattias Skjelmose \| Danemark \| Trek-Segafredo \| 13 h 07 min 27 s \| \| 2e \| Kévin Vauquelin \| France \| Arkéa-Samsic \| + 3 s \| \| 3e \| Sjoerd Bax \| Pays-Bas \| Alpecin-Deceuninck \| + 14 s \| \| 4e \| Valentin Madouas \| France \| Groupama-FDJ \| + 21 s \| \| 5e \| Kevin Geniets \| Luxembourg \| Groupama-FDJ \| + 25 s \| \| 6e \| Jason Osborne \| Allemagne \| Alpecin-Deceuninck \| + 26 s \| \| 7e \| Rune Herregodts \| Belgique \| Sport Vlaanderen-Baloise \| + 27 s \| \| 8e \| Matteo Trentin \| Italie \| UAE Team Emirates \| + 31 s \| \| 9e \| Jonas Gregaard Wilsly \| Danemark \| Uno-X Pro Cycling Team \| + 37 s \| \| 10e \| Benjamin Thomas \| France \| Cofidis \| + 39 s \| |                       |            |                          |                  |
| |                       |            |                          |                  |
| Source : ProCyclingStats |                       |            |                          |                  |
| Classement général |                       |            |                          |                  |
| Coureur | Coureur               | Pays       | Équipe                   | Temps            |
| 1er | Mattias Skjelmose     | Danemark   | Trek-Segafredo           | 13 h 07 min 27 s |
| 2e | Kévin Vauquelin       | France     | Arkéa-Samsic             | + 3 s            |
| 3e | Sjoerd Bax            | Pays-Bas   | Alpecin-Deceuninck       | + 14 s           |
| 4e | Valentin Madouas      | France     | Groupama-FDJ             | + 21 s           |
| 5e | Kevin Geniets         | Luxembourg | Groupama-FDJ             | + 25 s           |
| 6e | Jason Osborne         | Allemagne  | Alpecin-Deceuninck       | + 26 s           |
| 7e | Rune Herregodts       | Belgique   | Sport Vlaanderen-Baloise | + 27 s           |
| 8e | Matteo Trentin        | Italie     | UAE Team Emirates        | + 31 s           |
| 9e | Jonas Gregaard Wilsly | Danemark   | Uno-X Pro Cycling Team   | + 37 s           |
| 10e | Benjamin Thomas       | France     | Cofidis                  | + 39 s           |

### 5eétape
| \| Classement de l'étape \| Classement de l'étape \| Classement de l'étape \| Classement de l'étape \| Classement de l'étape \| \| Coureur \| Coureur \| Pays \| Équipe \| Temps \| \| --------------------- \| --------------------- \| --------------------- \| ------------------------- \| --------------------- \| \| 1er \| Valentin Madouas \| France \| Groupama-FDJ \| 4 h 36 min 08 s \| \| 2e \| Mattias Skjelmose \| Danemark \| Trek-Segafredo \| + 0 s \| \| 3e \| Kévin Vauquelin \| France \| Arkéa-Samsic \| + 0 s \| \| 4e \| Kevin Geniets \| Luxembourg \| Groupama-FDJ \| + 0 s \| \| 5e \| Matteo Trentin \| Italie \| UAE Team Emirates \| + 3 s \| \| 6e \| Axel Laurance \| France \| B&B Hotels-KTM \| + 3 s \| \| 7e \| Rémy Mertz \| Belgique \| Bingoal Pauwels Sauces WB \| + 3 s \| \| 8e \| Dorian Godon \| France \| AG2R Citroën Team \| + 3 s \| \| 9e \| Marco Tizza \| Italie \| Bingoal Pauwels Sauces WB \| + 3 s \| \| 10e \| Sjoerd Bax \| Pays-Bas \| Alpecin-Deceuninck \| + 3 s \| |                   |            |                           |                 |
| |                   |            |                           |                 |
| Source : ProCyclingStats |                   |            |                           |                 |
| Classement de l'étape |                   |            |                           |                 |
| Coureur | Coureur           | Pays       | Équipe                    | Temps           |
| 1er | Valentin Madouas  | France     | Groupama-FDJ              | 4 h 36 min 08 s |
| 2e | Mattias Skjelmose | Danemark   | Trek-Segafredo            | + 0 s           |
| 3e | Kévin Vauquelin   | France     | Arkéa-Samsic              | + 0 s           |
| 4e | Kevin Geniets     | Luxembourg | Groupama-FDJ              | + 0 s           |
| 5e | Matteo Trentin    | Italie     | UAE Team Emirates         | + 3 s           |
| 6e | Axel Laurance     | France     | B&B Hotels-KTM            | + 3 s           |
| 7e | Rémy Mertz        | Belgique   | Bingoal Pauwels Sauces WB | + 3 s           |
| 8e | Dorian Godon      | France     | AG2R Citroën Team         | + 3 s           |
| 9e | Marco Tizza       | Italie     | Bingoal Pauwels Sauces WB | + 3 s           |
| 10e | Sjoerd Bax        | Pays-Bas   | Alpecin-Deceuninck        | + 3 s           |

## Classements finals

### Classement général final
| \| Classement général \| Classement général \| Classement général \| Classement général \| Classement général \| \| Coureur \| Coureur \| Pays \| Équipe \| Temps \| \| ------------------ \| --------------------- \| ------------------ \| --------------------------------------- \| ------------------ \| \| 1er \| Mattias Skjelmose \| Danemark \| Trek-Segafredo \| 17 h 43 min 29 s \| \| 2e \| Kévin Vauquelin \| France \| Arkéa-Samsic \| + 5 s \| \| 3e \| Valentin Madouas \| France \| Groupama-FDJ \| + 17 s \| \| 4e \| Sjoerd Bax \| Pays-Bas \| Alpecin-Deceuninck \| + 23 s \| \| 5e \| Kevin Geniets \| Luxembourg \| Groupama-FDJ \| + 31 s \| \| 6e \| Matteo Trentin \| Italie \| UAE Team Emirates \| + 40 s \| \| 7e \| Jonas Gregaard Wilsly \| Danemark \| Uno-X Pro Cycling Team \| + 53 s \| \| 8e \| Benjamin Thomas \| France \| Cofidis \| + 55 s \| \| 9e \| Aaron Gate \| Nouvelle-Zélande \| Bolton Equities Black Spoke Pro Cycling \| + 56 s \| \| 10e \| Rune Herregodts \| Belgique \| Sport Vlaanderen-Baloise \| + 57 s \| |                       |                  |                                         |                  |
| |                       |                  |                                         |                  |
| Source : ProCyclingStats |                       |                  |                                         |                  |
| Classement général |                       |                  |                                         |                  |
| Coureur | Coureur               | Pays             | Équipe                                  | Temps            |
| 1er | Mattias Skjelmose     | Danemark         | Trek-Segafredo                          | 17 h 43 min 29 s |
| 2e | Kévin Vauquelin       | France           | Arkéa-Samsic                            | + 5 s            |
| 3e | Valentin Madouas      | France           | Groupama-FDJ                            | + 17 s           |
| 4e | Sjoerd Bax            | Pays-Bas         | Alpecin-Deceuninck                      | + 23 s           |
| 5e | Kevin Geniets         | Luxembourg       | Groupama-FDJ                            | + 31 s           |
| 6e | Matteo Trentin        | Italie           | UAE Team Emirates                       | + 40 s           |
| 7e | Jonas Gregaard Wilsly | Danemark         | Uno-X Pro Cycling Team                  | + 53 s           |
| 8e | Benjamin Thomas       | France           | Cofidis                                 | + 55 s           |
| 9e | Aaron Gate            | Nouvelle-Zélande | Bolton Equities Black Spoke Pro Cycling | + 56 s           |
| 10e | Rune Herregodts       | Belgique         | Sport Vlaanderen-Baloise                | + 57 s           |

### Classement de la montagne
| Classement de la montagne | Classement de la montagne | Classement de la montagne | Classement de la montagne             | Classement de la montagne |
| Coureur                   | Coureur                   | Pays                      | Équipe                                | Points                    |
| ------------------------- | ------------------------- | ------------------------- | ------------------------------------- | ------------------------- |
| 1er                       | Joel Nicolau              | Espagne                   | Caja Rural-Seguros RGA                | 35 pts                    |
| 2e                        | Gil Gelders               | Belgique                  | Bingoal Pauwels Sauces WB Development | 12 pts                    |
| 3e                        | Felix Gall                | Autriche                  | AG2R Citroën Team                     | 9 pts                     |
| 4e                        | Morten Hulgaard           | Danemark                  | Uno-X Pro Cycling Team                | 7 pts                     |
| 5e                        | Joël Suter                | Suisse                    | UAE Team Emirates                     | 6 pts                     |
| 6e                        | Sander Armée              | Belgique                  | Cofidis                               | 6 pts                     |
| 7e                        | Victor Koretzky           | France                    | B&B Hotels-KTM                        | 5 pts                     |
| 8e                        | Kasper Viberg Søgaard     | Danemark                  | Riwal Cycling Team                    | 5 pts                     |
| 9e                        | Pierre Rolland            | France                    | B&B Hotels-KTM                        | 5 pts                     |
| 10e                       | Antonio Jesús Soto        | Espagne                   | Euskaltel-Euskadi                     | 5 pts                     |

### Classement par points
| Classement par points | Classement par points | Classement par points | Classement par points                   | Classement par points |
| Coureur               | Coureur               | Pays                  | Équipe                                  | Points                |
| --------------------- | --------------------- | --------------------- | --------------------------------------- | --------------------- |
| 1er                   | Matteo Trentin        | Italie                | UAE Team Emirates                       | 51 pts                |
| 2e                    | Mattias Skjelmose     | Danemark              | Trek-Segafredo                          | 45 pts                |
| 3e                    | Valentin Madouas      | France                | Groupama-FDJ                            | 43 pts                |
| 4e                    | Florian Sénéchal      | France                | Quick-Step Alpha Vinyl                  | 34 pts                |
| 5e                    | Kévin Vauquelin       | France                | Arkéa-Samsic                            | 29 pts                |
| 6e                    | Sjoerd Bax            | Pays-Bas              | Alpecin-Deceuninck                      | 26 pts                |
| 7e                    | Benjamin Thomas       | France                | Cofidis                                 | 26 pts                |
| 8e                    | Davide Ballerini      | Italie                | Quick-Step Alpha Vinyl                  | 26 pts                |
| 9e                    | Axel Laurance         | France                | B&B Hotels-KTM                          | 25 pts                |
| 10e                   | Aaron Gate            | Nouvelle-Zélande      | Bolton Equities Black Spoke Pro Cycling | 20 pts                |

### Classement du meilleur jeune
| Classement du meilleur jeune | Classement du meilleur jeune | Classement du meilleur jeune | Classement du meilleur jeune | Classement du meilleur jeune |
| Coureur                      | Coureur                      | Pays                         | Équipe                       | Temps                        |
| ---------------------------- | ---------------------------- | ---------------------------- | ---------------------------- | ---------------------------- |
| 1er                          | Mattias Skjelmose            | Danemark                     | Trek-Segafredo               | 17 h 43 min 29 s             |
| 2e                           | Kévin Vauquelin              | France                       | Arkéa-Samsic                 | + 5 s                        |
| 3e                           | Kevin Geniets                | Luxembourg                   | Groupama-FDJ                 | + 31 s                       |
| 4e                           | Rune Herregodts              | Belgique                     | Sport Vlaanderen-Baloise     | + 57 s                       |
| 5e                           | Joël Suter                   | Suisse                       | UAE Team Emirates            | + 59 s                       |
| 6e                           | Clément Berthet              | France                       | AG2R Citroën Team            | + 1 min 02 s                 |
| 7e                           | Bastien Tronchon             | France                       | AG2R Citroën Team            | + 1 min 23 s                 |
| 8e                           | Felix Gall                   | Autriche                     | AG2R Citroën Team            | + 2 min 54 s                 |
| 9e                           | Michel Ries                  | Luxembourg                   | Arkéa-Samsic                 | + 3 min 03 s                 |
| 10e                          | Jon Barrenetxea              | Espagne                      | Caja Rural-Seguros RGA       | + 3 min 33 s                 |

### Classement par équipes
| Classement par équipes | Classement par équipes                  | Classement par équipes | Classement par équipes |
| Équipe                 | Équipe                                  | Pays                   | Temps                  |
| ---------------------- | --------------------------------------- | ---------------------- | ---------------------- |
| 1re                    | UAE Team Emirates                       | Émirats arabes unis    | 53 h 13 min 52 s       |
| 2e                     | Alpecin-Deceuninck                      | Belgique               | + 1 s                  |
| 3e                     | AG2R Citroën Team                       | France                 | + 33 s                 |
| 4e                     | Arkéa-Samsic                            | France                 | + 1 min 16 s           |
| 5e                     | Groupama-FDJ                            | France                 | + 1 min 58 s           |
| 6e                     | Cofidis                                 | France                 | + 2 min 15 s           |
| 7e                     | B&B Hotels-KTM                          | France                 | + 4 min 07 s           |
| 8e                     | Bolton Equities Black Spoke Pro Cycling | Nouvelle-Zélande       | + 4 min 53 s           |
| 9e                     | Uno-X Pro Cycling Team                  | Norvège                | + 9 min 38 s           |
| 10e                    | Quick-Step Alpha Vinyl                  | Belgique               | + 10 min 26 s          |

## Évolution des classements
| Étape              | Vainqueur          | Classement général | Classement par points | Classement de la montagne | Classement du meilleur jeune | Classement par équipes |
| ------------------ | ------------------ | ------------------ | --------------------- | ------------------------- | ---------------------------- | ---------------------- |
| 1                  | Valentin Madouas   | Valentin Madouas   | Valentin Madouas      | Gil Gelders               | Clément Berthet              | Alpecin Deceuninck     |
| 2                  | Matteo Trentin     | Valentin Madouas   | Matteo Trentin        | Joel Nicolau              | Bastien Tronchon             | Alpecin Deceuninck     |
| 3                  | Aaron Gate         | Valentin Madouas   | Matteo Trentin        | Joel Nicolau              | Bastien Tronchon             | Alpecin Deceuninck     |
| 4                  | Mattias Skjelmose  | Mattias Skjelmose  | Matteo Trentin        | Joel Nicolau              | Mattias Skjelmose            | Arkéa-Samsic           |
| 5                  | Valentin Madouas   | Mattias Skjelmose  | Matteo Trentin        | Joel Nicolau              | Mattias Skjelmose            | UAE Emirates           |
| Classements finals | Classements finals | Mattias Skjelmose  | Matteo Trentin        | Joel Nicolau              | Mattias Skjelmose            | UAE Emirates           |